# Gizela Šuklje
Gizela Šuklje [gizéla šúklje], slovenska arhitektka in pedagoginja, * 25. marec 1909, Jelsa, † 31. oktober 1994, Ljubljana.

## Življenjepis
Gizela Šuklje se je po končani ljubljanski Ženski realni gimnaziji kot ena redkih žensk tedaj vpisala na študij arhitekture. Diplomirala je novembra 1932 na Tehniški fakulteti v Ljubljani kot prva Plečnikova študentka. Po uspešno zaključenem študiju v Ljubljani se je kot štipendistka francoske vlade od novembra 1933 leto dni izpopolnjevala na pariškem Inštitutu za umetnost in arheologijo in hkrati delala pri arhitektu Augustu Perretu. V Parizu je študirala hkrati kot arhitekta Milan Sever in Juraj Neidhardt ter arhitektka Dušana Šantel, pravnik Joža Vilfan, zgodovinar Fran Zwitter in jezikoslovec Anton Grad. Po povratku v Ljubljano novembra 1934 je postala asistentka volonterka na ljubljanskem oddelku za arhitekturo. Vse od povratka iz Pariza do junija 1946 je delala v ateljeju Jožeta Plečnika. Leta 1946 je postala profesorica tipografije, dekorativnega risanja in zgodovine pohištva na Šoli za oblikovanje in fotografijo v Ljubljani, kjer je kot pedagog in ravnateljica delovala polnih 25 let (1946 - 1972).  Vse znanje in izkušnje, ki jih je pridobila pri Plečniku v več kot dvajsetih letih je prenesla na svoje dijake. Spodbudila je Plečnika k prenovi Križank. 

## Delo
V Plečnikovem ateljeju so pod njenimi rokami nastajali načrti za cerkev Matere božje Lurške v Zagrebu, za vilo Epos na Bledu, prvi projekti za Žale v Ljubljani, načrti za obnovo NUK, podrobnosti za cerkev sv. Antona v Beogradu, načrti za Jezuitski samostan v Osijeku in drugi.
Medtem, ko je notranjo opremo snovala predvsem za svoje bližnje in sorodnike, se po ugotovitvah strokovnjakov za novejšo slovensko arhitekturo Šukljejin žar in ustvarjalnost najbolj izrazito kažeta v knjižni opremi. Njena risba je izredno nežna in subtilna, hkrati pa mešana s Plečnikovo odločnostjo. Bila je mojstrica grafičnega oblikovanja, pretanjeno pa se je lotevala še vsega drugega kot npr.: ureditev vrtov Metliškega gradu ali pa postavitev partizanskih spomenikov v Beli krajini.